# نظائر عرقيات الأجنحة
النظائر العرقيات الأجنحة (الاسم العلمي: Neuropterida) هي فوق رتبة من الحشرات تتبع تحت طائفة ثنائيات اللقمة من طائفة الحشرات.

## التصنيف
- عرقيات الأجنحة
  - شبيهات أسديات الأرق
    - قريبات مخروطية الأجنحة
      - مخروطية الأجنحة